# Фёдоров-Давыдов, Александр Александрович
Александр Александрович Фёдоров-Давыдов (1873—1936) — советский детский писатель, редактор, издатель, переводчик. Один из основателей популярного советского детского журнала «Мурзилка», который был назван по кличке щенка — героя рассказов писателя.

## Биография

### Происхождение и литературная деятельность до 1917
Родился в семье педагога. Внук И. И. Давыдова. Свою фамилию составил, прибавив к фамилии отца девичью фамилию матери. Из-за болезненности получил домашнее образование. В начале 1890-х годов служил секретарём в газете «Вестник», печатался в газете «Курьер», журналах «Всходы», «Север». С 1892 по первую половину 1900-х годов — фактический редактор журналов Д. И. Тихомирова «Детское чтение» и «Педагогический листок».
Первая детская книжка «Зимние сумерки» вышла в 1898 году. Фёдоров-Давыдов написал 125 книг для детей и множество заметок, статей, очерков. Перевел сказки Гримм (1900), Андерсена (1907), в 1908 году выпустил собрание русских народных сказок.
Пользовался популярностью в 1900-х гг. Был редактором и издателем детских журналов: «Муравей» (1901), «Светлячок» (первый журнал для малышей 4-8 лет, 1902—1916), «Путеводный огонёк» (для детей 8—12 лет, 1904—1918), «Дело и потеха» (журнал работ и развлечений, 1905—1908), которые пропагандировали либерально-гуманистические идеи о «создании счастья человека в принципах любви, труда и самопожертвования для блага других». Несмотря на крайнюю расплывчатость и умеренность этой программы, она была передовой по сравнению с официальной детской литературой, внедрявшей идеи православия, ложного патриотизма и самодержавия. Журналы, выходившие под редакцией Фёдорова-Давыдова, выгодно отличались от таких «благонамеренных» однообразных слащавых журналов, как «Задушевное слово», «Детский друг» и др. В журналах Фёдорова-Давыдова участвовали: Мамин-Сибиряк, Немирович-Данченко, Засодимский, Станюкович, Чехов, Баранцевич и лучшие для того времени детские писатели. Много места отводилось природоведческому материалу. «Путеводный огонёк» имел три раздела: «Из текущей жизни», «Из прошлого» и «По чужим краям», отличался весёлым и доброжелательным настроем. В 1914 г. в журнале появилась патриотическая тема, материалы о Первой мировой войне.
Помимо произведений для детей младшего возраста, писал популярные книги по истории и различным отраслям знания, наиболее известной из которых является очерк «Крестовые походы» (1905), украшенный гравюрами Гюстава Доре.

### Литературная деятельность после 1917
В 1918—1923 годах — заведующий издательством «Светлячок».
Как писатель Фёдоров-Давыдов хотя и пользовался популярностью, однако не создал такого произведения, которое осталось бы в детской литературе. Его произведения обычно пронизаны юмором и отличаются занимательной фабулой. Излишний дидактизм портит даже наиболее удачные его вещи.
После Октябрьской революции Фёдоров-Давыдов написал до 40 книг для малышей, сотрудничал в журнале «Мурзилка». Лучшее его послереволюционное произведение — «Проказы Пуса-карапуза». Книга А. А. Федорова-Давыдова «Похождения Мурзилки, удивительно шустрой собачки» выдержала несколько изданий в конце 1920-х годов.
Умер в 1936 году. Похоронен на Введенском кладбище (5 уч.).

## Семья
Сын Алексей (1900—1969) — искусствовед, профессор МГУ; внук Герман (1931—2000) — археолог, профессор МГУ.

## Издания
В 2018 году российское издательство «Мелик-Пашаев» переиздало книжку Александра Фёдорова-Давыдова, где щенок Мурзилка представлен в образе, придуманном художником Марией Спеховой.